# ریکیشن بوکز
ریکیشن بوکز یک ناشر کتاب مستقل مستقر در ایزلینگتون ، لندن ، انگلستان است. این سازمان در سال ۱۹۸۵ در ادینبورگ ، اسکاتلند تأسیس شد و در سال ۱۹۸۷ به لندن نقل مکان کرد. ری‌اکشن در ابتدا بر حوزه‌های هنر، معماری و طراحی تمرکز داشت. در سال‌های اخیر، این انتشارات گسترش یافته و حوزه‌های بیشتری را در بر می‌گیرد و همچنین مجموعه‌ای از کتاب‌ها را منتشر می‌کند.

## جزئیات
ریکشن در ابتدا بر حوزه‌های هنر، معماری و طراحی تمرکز داشت - اولین کتاب آن «ایان همیلتون فینلی : مبانی بصری» ریاکشن در ابتدا بر روی زمینه‌های هنر، معماری و طراحی متمرکز بود - نخستین کتاب آن "ایان همیلتون فینلی: یک راهنمای بصری"  نوشته ایو آبریو بود. در سال‌های اخیر، فهرست ریاکشن به طور قابل توجهی گسترش یافته و اکنون شامل مطالعات حیوانات، هنر و فرهنگ آسیایی، بیوگرافی، مطالعات فرهنگی، رویدادهای جاری، مد، فیلم، تاریخ غذا، جغرافیا، تاریخ عمومی، موسیقی، فلسفه، عکاسی، سیاست و تاریخ ورزش نیز می‌شود. ریاکشن اکنون سالانه حدود 70 عنوان جدید تولید می‌کند و حدود 500 عنوان در چاپ دارد.